# Papaver minus
Papaver minus är en vallmoväxtart som först beskrevs av Boiv., och fick sitt nu gällande namn av Robert Desmond Meikle. Papaver minus ingår i släktet vallmor, och familjen vallmoväxter. Inga underarter finns listade i Catalogue of Life.